# Al Taawoun FC
Al Taawoun Football Club (tiếng Ả Rập: التعاون, n.đ. 'Hợp tác') là một câu lạc bộ thể thao đa năng có trụ sở tại Buraidah, Ả Rập Xê Út. Đội bóng hiện thi đấu tại Saudi Professional League, hạng đấu cao nhất của bóng đá Ả Rập Xê Út.

## Đội hình
Tính đến ngày 21 tháng 6 năm 2023
| Số | Vị trí | Cầu thủ                | Quốc tịch   |
| -- | ------ | ---------------------- | ----------- |
| 1  | TM     | Mailson                | Brasil      |
| 2  | HV     | Yazeed Al-Bakr         | Ả Rập Xê Út |
| 3  | TĐ     | Léandre Tawamba        | Cameroon    |
| 4  | HV     | Naldo                  | Brasil      |
| 5  | HV     | Tareq Abdullah         | Ả Rập Xê Út |
| 6  | HV     | Mohammed Al-Ghamdi     | Ả Rập Xê Út |
| 10 | TV     | Álvaro Medrán          | Tây Ban Nha |
| 11 | TV     | Yaqoub Alhassan        | Mali        |
| 12 | HV     | Sulaiman Hazazi        | Ả Rập Xê Út |
| 13 | TV     | Abdulrahman Al-Mughais | Ả Rập Xê Út |
| 14 | HV     | Hassan Kadesh          | Ả Rập Xê Út |
| 15 | TV     | Abdulmalik Al-Oyayari  | Ả Rập Xê Út |
| 16 | TĐ     | Hussain Al-Moeini      | Ả Rập Xê Út |
| 17 | TV     | Kaku                   | Paraguay    |
| 18 | TV     | Aschraf El Mahdioui    | Hà Lan      |
| 20 | TV     | Nawaf Al-Rashwodi      | Ả Rập Xê Út |
| 21 | TV     | Abdullah Al-Hammad     | Ả Rập Xê Út |
| 22 | TM     | Ammar Al-Ammar         | Ả Rập Xê Út |
| 25 | TV     | Faisal Darwish         | Ả Rập Xê Út |
| 27 | TM     | Mohammed Al-Dhulayfi   | Ả Rập Xê Út |
| 31 | HV     | Saad Balobaid          | Ả Rập Xê Út |
| 33 | HV     | Awn Al-Saluli          | Ả Rập Xê Út |
| 36 | TM     | Raghid Al-Najjar       | Ả Rập Xê Út |
| 40 | HV     | Hassan Rabea           | Ả Rập Xê Út |
| 43 | TV     | Emad Al-Knian          | Ả Rập Xê Út |
| 50 | TM     | Mohammed Al-Dossari    | Ả Rập Xê Út |
| 52 | HV     | Motaz Hawsawi          | Ả Rập Xê Út |
| 70 | TĐ     | Rayan Al-Johani        | Ả Rập Xê Út |
| 77 | TV     | Hassan Al-Omari        | Ả Rập Xê Út |
| 90 | TV     | Basil Al-Mehawes       | Ả Rập Xê Út |
| 91 | TV     | Rakan Al-Tulayhi       | Ả Rập Xê Út |
| 97 | TĐ     | Khalid Al-Muntashiri   | Ả Rập Xê Út |
| —  | HV     | Waleed Al-Ahmed        | Ả Rập Xê Út |

### Cầu thủ chưa đăng ký
| Số | Vị trí | Cầu thủ              | Quốc tịch   |
| -- | ------ | -------------------- | ----------- |
| —  | HV     | Abdulaziz Al-Meblesh | Ả Rập Xê Út |
| —  | HV     | Mubarak Motrib       | Ả Rập Xê Út |
| —  | TĐ     | Basim Al-Arini       | Ả Rập Xê Út |

### Cho mượn
| Số | Vị trí | Cầu thủ                      | Quốc tịch |
| -- | ------ | ---------------------------- | --------- |
| 66 | TV     | Mostafa Fathi (tại Pyramids) | Ai Cập    |